# Čebrať
Čebrať je vrch ve Velké Fatře, v podcelku Šípska Fatra. Z vrcholu je krásný výhled na město Ružomberok.
Má dva vrcholy; nižší Predný Čebrať 945 m se nachází severně nad městskou částí Rybárpole, severozápadně se vypíná vyšší Zadný Čebrať (1054 m).
Pod horou se buduje tunel Čebrať na dálnici D1.

## Přístup
- Po červeně  značené cestě z Ružomberku